# Ara tricolor
L'ara rossa di Cuba (Ara tricolor Bechstein, 1811) è una specie estinta di pappagallo originaria di Cuba e dell'Isola della Gioventù, un'isola al largo delle coste occidentali di Cuba.
Lunga circa 45–50 cm, era una delle più piccole specie del genere Ara. È stata l'ultima specie di ara originaria delle isole dei Caraibi ad essersi estinta. In alcuni musei se ne conservano alcune spoglie, ma nessun uovo è giunto fino a noi.
A partire dal 1760 ne venne allevata una coppia presso la ménagerie reale del Castello di Schönbrunn, a Vienna (Austria).

## Descrizione
L'ara rossa di Cuba era lunga circa 45–50 cm. Aveva una fronte rossa che sfumava prima in arancione e poi in giallo sulla nuca. Attorno agli occhi presentava un'area di pelle glabra bianca; il becco era marrone scuro, più chiaro all'estremità, e l'iride gialla. Faccia, mento, petto, addome e cosce erano arancioni. Le zampe erano marroni. La parte superiore del dorso era rosso brunastra, ma vi si trovavano anche delle penne verdi. Il groppone, il sottocoda e la parte inferiore del dorso erano azzurri. Le penne delle ali erano marroni, rosse e azzurro violacee. La faccia superiore della coda era di un rosso scuro che si faceva azzurro all'estremità, mentre quella inferiore era rosso brunastra. I maschi e le femmine adulti erano identici nell'aspetto.

## Estinzione

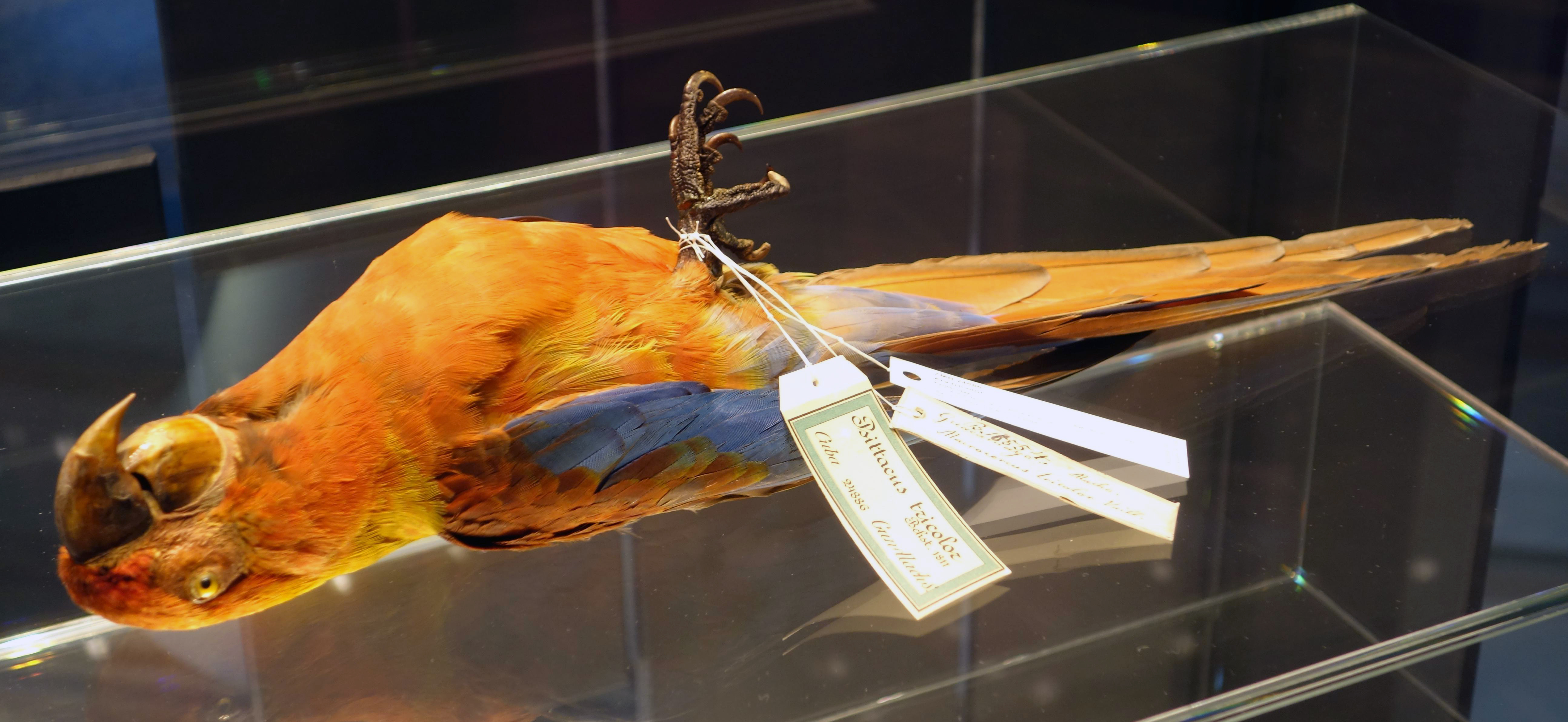
Studia la pelle al Museum für Naturkunde, uno dei 19 esemplari esistenti

Attorno al 1800 l'ara rossa di Cuba era piuttosto comune a Cuba e probabilmente viveva anche sull'Isola della Gioventù (chiamata in passato Isola dei Pini). Agli inizi del XIX secolo la popolazione umana dell'isola aumentò notevolmente di numero e ciò portò ad una susseguente deforestazione su larga scala. Questo uccello veniva anche cacciato a scopo alimentare, nonostante la sua carne avesse un sapore sgradevole, e i suoi nidi venivano danneggiati o saccheggiati per catturare esemplari immaturi da tenere come animali da compagnia. Fino al 1849 la specie sembrava cavarsela piuttosto bene almeno in alcune aree remote, ma in seguito la sua popolazione collassò e un suo recupero divenne impossibile. Ne rimangono solamente 19 esemplari impagliati, l'ultimo dei quali venne abbattuto nel 1864 a La Vega, nelle vicinanze della Palude di Zapata, area che sembra essere stata l'ultima roccaforte della specie. Una serie di avvistamenti non confermati fanno presumere che questo uccello sia sopravvissuto almeno fino al 1885.